# Quinton, New Jersey
Quinton är en kommun (township) i Salem County i delstaten New Jersey, USA.